# Élie Ducommun
Élie Ducommun (Ženeva, 19. veljače 1833. – Bern, 7. prosinca 1906.), švicarski pravnik.
- 1902. - Nobelova nagrada za mir